# Rybieniec (województwo kujawsko-pomorskie)
Rybieniec – wieś w Polsce położona w województwie kujawsko-pomorskim, w powiecie chełmińskim, w gminie Stolno.

## Podział administracyjny
W latach 1939–1945 położona była w okręgu Rzeszy Gdańsk-Prusy Zachodnie, w rejencji bydgoskiej (Regierungsbezirk Bromberg), w powiecie Chełmno (Kreis Kulm).
W latach 1975–1998 miejscowość położona była w województwie toruńskim.

## Demografia
Według Narodowego Spisu Powszechnego (III 2011 r.) wieś liczyła 374 mieszkańców. Jest siódmą co do wielkości miejscowością gminy Stolno

## Historia
W 1301 roku nastąpiła lokacja Rybieńca, w 1385 wieś leżała w komturi starogrodzkiej. W 1435 odnowiono przywilej lokacyjny, w XV wieku wieś należała do Mgowskich.
W 1570 Rybieniec należał do Macieja Dorpowskiego, który miał 12 łanów chłopskich, 2 zagrodników, i karczmę.
W 1667 wieś należała do Orłowskich później do Władysława Dobrskiego, a w 1706 dziedzicem był Jan Dobrski chorąży ziemi michałowskiej. Przy drodze do Klamer stała kaplica, widniał w niej napis 1703. Miejscowość w latach 1774–1840 należała do Kczewskich.
W 1868 we wsi było 20 domów zamieszkałych przez 306 mieszkańców. Istniała też szkoła, a około 1840 wieś należała do rodu von Trotha. W tamtym czasie istniała w Rybieńcu gorzelnia, wiatrak i karczma. Później miejscowość należała do Adolfa Zenkera z Brandenburgii. W 1909 Rybieniec stał się domeną państwową, którą dzierżawił Georg Kauffmann.
W Polsce okresu międzywojennego największym posiadaczem ziemskim w Rybieńcu był Romuald Przybawski. Część wsi dzierżawił Romuald Grzybowski, a od 1928 część ziemi wraz z dworem dzierżawił Stanisław Raciniewski.
W czasie II wojny światowej miejscowość posiadała status wieś. W latach 1939 - 1942 dotychczasową nazwą wsi było Ribenz Dom., lecz po przeprowadzonej zamianie nazw miejscowości w Okręgu Rzeszy Gdańsk-Prusy Zachodnie, w latach 1942 - 1945 nazywała się Ribenz.

## Zabytki
Według rejestru zabytków NID na listę zabytków wpisane są fortyfikacje w zespole twierdzy Chełmno z lat 1903–14, nr rej.: A/1511/ z 14.02.1980:
- fort VI, 1903–1914, nr rej.: jw.
- fort VII, 1903–14, nr rej.: A/1511/23
- schron piechoty UR-4, przed 1910, nr rej.: A/1511/24
- schron piechoty IR-6, ok. 1914, nr rej.: jw.